# 86th Street (linea IND Eighth Avenue)
86th Street è una fermata della metropolitana di New York situata sulla linea IND Eighth Avenue. Nel 2019 è stata utilizzata da 3 232 637 passeggeri. È servita dalla linea C sempre tranne di notte, dalla linea B durante i giorni feriali esclusa la notte, e dalla linea A solo di notte.

## Storia
La stazione fu aperta il 10 settembre 1932. È stata ristrutturata tra giugno e ottobre 2018.

## Strutture e impianti
La stazione è posta al di sotto di Central Park West e si sviluppa su due livelli, entrambi ospitano una banchina laterale e due binari, uno per i treni locali e uno per quelli espressi. La banchina superiore è servita dai treni in direzione nord, quella inferiore dai treni in direzione sud. Nel livello superiore sono posizionati due scale per il livello inferiore e tre gruppi di tornelli, quello nord e quello centrale hanno entrambi una scala che porta rispettivamente all'incrocio con 88th Street e con 87th Street, mentre quello sud ha tre scale che portano all'incrocio con 86th Street.

## Interscambi
La stazione è servita da alcune autolinee gestite da NYCT Bus.
- Fermata autobus